# جوردن
جوردن (بالبولندية: Jordan)‏ هو كاهن كاثوليكي بولندي، ولد في القرن العاشر، وتوفي في 984.